# Rivière Noire (Vietnam)
Pour les articles homonymes, voir Rivière Noire.
La rivière Noire (ou rivière Da, sông Đà en vietnamien) est le plus important affluent du fleuve Rouge, dans le nord du Viêt Nam. Elle prend sa source au Yunnan, en Chine et coule pour l'essentiel dans la région vietnamienne de Tây Bắc, traversant la province de Lai Châu (dont elle forme une partie de la limite avec celle de Điện Biên), puis celles de Sơn La et de Hòa Bình.
Elle se jette dans le fleuve Rouge, sur sa rive droite, dans la province de Phú Thọ, près de Việt Trì, à une soixantaine de kilomètres en amont de Hanoï, la capitale nationale. Elle forme aussi une partie de la limite entre la province de Phú Thọ et Hanoï (depuis l'intégration à la ville de la province de Hà Tây le 1er août 2008).
Sa longueur totale est 910 km, dont environ 400 en Chine et 527 au Viêt Nam.
Sur son cours se trouvent deux énormes centrales hydroélectriques : le barrage de Hòa Bình, terminé en 1994, le plus grand d'Asie du Sud-Est (8 160 GWh annuels) jusqu'à l'achèvement du barrage de Sơn La en 2010, qui lui a ravi ce titre (10 246 GWh annuels). Un troisième barrage est prévu dans la Province de Lai Châu, dans le  district de Mường Tè.

## Histoire
La région (Pays Taï) est pacifiée, c'est-à-dire débarrassée des exactions des soldats irréguliers chinois Pavillons noirs (Taiping) de Liu Yongfu, et des troupes du régent Tôn Thất Thuyết, en 1888, sous la direction d'Auguste Pavie et Théophile Pennequin.